# Khalil Kalfat
Khalil Kalfat est un intellectuel égyptien, militant de gauche, critique littéraire, écrivain, penseur et auteur politique et économique, linguiste, lexicographe et traducteur, né à Assouan en Nubie, Égypte le 26 novembre 1942 et décédé le 9 novembre 2015.

## Traductions
Khalil Kalfat est connu des lecteurs arabophones pour son intérêt pour deux auteurs sud-américains majeurs, le brésilien Joaquim Maria Machado de Assis et l'argentin Jorge Luis Borges, dont il a traduit des douzaines de nouvelles. Il a aussi traduit le principal roman du premier, Dom Casmurro, et son court roman L'Aliéniste. L'intérêt de Kalfat pour ces écrivains s'est étendu aux études critiques publiées sur eux en Europe et en Amérique latine, ce qui l'a conduit à publier la traduction du livre de Paul B. Dixon de 1989 Retired Dreams: Dom Casmurro, Myth and Modernity, et un recueil de traductions d'essais choisis sur Borges.